# Eqpahak
Eqpahak ou Aucpaque était un village malécite, probablement fondé durant la préhistoire, situé sur le site de Springhill, à l'ouest de Fredericton, au Nouveau-Brunswick (Canada). Le village est leur capitale entre 1767 et 1794, lorsque les terres sont vendues au colonel Allen. La population s'installe à Kingsclear en 1816.